# Aegapheles alazon
Aegapheles alazon är en kräftdjursart som först beskrevs av Bruce 2004.  Aegapheles alazon ingår i släktet Aegapheles och familjen Aegidae.
Artens utbredningsområde är Södra Ishavet. Inga underarter finns listade i Catalogue of Life.